# Proceso
 (décembre 2020).
Si vous disposez d'ouvrages ou d'articles de référence ou si vous connaissez des sites web de qualité traitant du thème abordé ici, merci de compléter l'article en donnant les références utiles à sa vérifiabilité et en les liant à la section « Notes et références ».
Proceso est une revue hebdomadaire mexicaine fondée en 1976 par Julio Scherer García. Sa ligne éditoriale est de gauche.

## Histoire

### Pression politique sur Excélsior
Ce magazine a fait ses débuts le 6 novembre 1976 pendant le mandat du président mexicain Luis Echeverría Álvarez après que des poursuites politiques ont entraîné l'expulsion de Scherer de son poste de rédacteur en chef d'Excélsior. Des artistes et des intellectuels ont fait don de peintures, céramiques, sculptures et photographies à vendre aux enchères afin de financer Comunicación e Información, S.A. (CISA), la société d'édition du magazine.

### Fondation
Scherer et d'autres anciens chroniqueurs et journalistes ont fondé Proceso, édité par CISA. Les premières années du magazine ont été difficiles et le conseil a eu des problèmes pour délivrer des chèques de paie à son personnel. Un an plus tard, le directeur de Proceso, Miguel Ángel Granados Chapa a démissionné pour rejoindre le journal Unomásuno. Puis Gastón García Cantú, chroniqueur, a quitté la publication à cause d'un article publié dans Proceso remettant en question sa désignation en tant que directeur de l'Institut national d'anthropologie et d'histoire. Pendant la présidence de José López Portillo (cousin de Scherer), il y a eu un flirt avec le magazine qui s'est terminé avec la colère de Lopez Portillo, en disant « No pago para que me peguen (je ne paie pas pour être battu) » et en faisant pression sur le magazine par retirer les publicités gouvernementales.
En 2000, Francisco Ortiz Pinchetti, l'un des fondateurs et journalistes les plus connus du magazine, avec son fils Francisco Ortiz Pardo, lui-même reporter, a couvert la campagne de Vicente Fox. Un de leurs textes a été modifié et mutilé par le comité de rédaction, pour présenter Fox sous un jour négatif. Après qu'une correction publique ait été publiée dans le magazine, les deux ont été expulsés sans explications. L'histoire a été expliquée dans le livre El fenómeno Fox: la historia que Proceso censuró.

### Présidence Fox
En 2003, l'écrivain argentin Olga Wornat a publié La jefa (La cheffe) sur l'épouse du président Vicente Fox, Marta Sahagún et ses fils. Le député fédéral Ricardo Scheffield a demandé au gouvernement fédéral d'enquêter sur les allégations de corruption soulevées par Wornat. En 2005, Wormat a publié un deuxième livre, Crónicas malditas (Chroniques maudites), sur Sahagún et ses fils. Un article a été publié sur Proceso le 27 février de la même année sur la dissolution du premier mariage de Sahagún (des allégations de violence domestique ont été faites contre son mari d'alors) et sur les affaires « suspectes » des fils de Sahagún.
Le 3 mai de la même année, Marta Sahagún a intenté une action civile devant le Tribunal Superior de Justicia del Distrito Federal (Tribunal suprême de justice du district fédéral) contre Wornat et Proceso pour « dommages moraux » et atteinte à la vie privée. Manuel Bibriesca Sahagún, fils de Marta, a déposé une plainte distincte contre Wornat.
Le 27 novembre 2005, Proceso a publié un article intitulé « Amistades peligrosas » (« Amitiés dangereuses »), dans lequel Raquenel Villanueva, une avocate qui a défendu des chefs de file de la drogue, déclare avoir rencontré Fernando Bribiesca Sahagún, fils de Marta, en 2003 avec Jaime Valdez Martinez, un de ses clients. Le procureur général de la république du Mexique considère Valdez comme l'un des représentants du chef du cartel de la drogue Joaquín « El Chapo » Guzmán Loera. Actuellement, la Chambre des députés enquête sur les fils de Bribiesca.
Peu de temps après la mort du pape Jean-Paul II, Proceso avait la célèbre couverture (avril 2005, numéro 1484) d'une Marta Sahagún au grand sourire vêtue de noir alors que son mari était en conférence de presse après avoir assisté aux funérailles du pape (Martha et Fox déclarent eux-mêmes chrétiens pieux et se rendaient aux funérailles).

## Équipe

### Conseille
- Président : Julio Scherer García
- Vice-président : Vicente Leñero
- Éditeur : Rafael Rodríguez Castañeda
- Réalisateur : Rafael Rodríguez Castañeda

### Journalistes
- Denise Dresser
- Miguel Ángel Granados Chapa
- Carlos Monsiváis
- Carlos Montemayor
- Carlos Tello
- Jorge Volpi

## Auteurs
- Des éditorialistes : Denise Dresser ; Miguel Ángel Granados Chapa ; Carlos Monsiváis ; Carlos Montemayor ; Carlos Tello ; Jorge Volpi
- des reporters : Regina Martínez Pérez
- Le dessinateur mexicain Rogelio Naranjo y publie ses caricatures politiques.